# Charles Kelman
Charles D. Kelman (23 de maio de 1930 — 1 de junho de 2004) foi um oftalmologista estadunidense.
É um dos pioneiros da cirurgia de catarata.